# Band of Brothers
Band of Brothers (no Brasil, Irmãos de Guerra e em Portugal, Irmãos de Armas) é uma minissérie de televisão americana baseada no livro de não-ficção de 1992 do historiador Stephen E. Ambrose de mesmo nome.
A série dramatiza a história da Companhia "Easy", 2º Batalhão, 506.º Regimento de Infantaria Paraquedista da 101ª Divisão Aerotransportada, desde o seu treinamento de salto nos Estados Unidos passando por sua participação em grandes ações na Europa ocupada pela Alemanha Nazista, até a capitulação do Império do Japão e o fim da Segunda Guerra Mundial. Os eventos são baseados na pesquisa de Ambrose e entrevistas gravadas com veteranos da Easy Company. A minissérie foi Co-produzida por Tom Hanks e Steven Spielberg, foi lançada pela HBO em 2001 e continua sendo exibida em diferentes canais de televisão ao redor do mundo.
A minissérie destaca-se, dentre vários motivos, pelos esforços em sua ambientação e veracidade. Um exemplo: para reproduzir com maior fidelidade os campos de batalha da Segunda Guerra Mundial, foram necessários mais de 10 mil atores extras, cerca de 700 armas autênticas, 400 armas de borracha e cerca de 14 mil caixas de munição em cada dia de filmagem. Além disso, tanques da Segunda Guerra foram restaurados, um avião C-47 autêntico foi usado e a vila que serviu como cenário para 11 cidades européias tinha o tamanho de nove campos de futebol americano. A série teve custos de produção e cenários mais caros que os do filme O Resgate do Soldado Ryan; a produção custou cerca de US$ 125 milhões e demorou 9 meses para ser finalizada, o que rendia à série o título de maior e mais cara já feita para a televisão, sendo batida em 2010 por outra produção, também sobre a Segunda Guerra Mundial, de Tom Hanks e Steven Spielberg denominada The Pacific.
Baseado no livro de mesmo título, da autoria de Stephen E. Ambrose, a série narra a história da Companhia E (Easy Company) do 2º Batalhão do 506º Regimento de Infantaria Pára-quedista da 101ª Divisão Aerotransportada do Exército dos Estados Unidos em sua campanha durante a Segunda Guerra Mundial. Tal companhia participou da invasão dos Aliados na Normandia, em 6 de Junho de 1944, o famoso Dia D, além da Operação Market Garden e a Batalha das Ardenas.
Sob a ótica dos combatentes, a série narra a campanha do regimento de paraquedistas americanos, desde sua preparação ainda em Toccoa, Estado da Geórgia nos Estados Unidos, até a captura do Ninho da Águia, fortaleza de Hitler nos Alpes em Berchtesgaden.
Os eventos retratados na série são baseados em pesquisas de Ambrose e entrevistas gravadas com os veteranos da Easy Company. Algumas licenças literárias  foram tomadas nos episódios, e outras diferenças a partir do livro são exibidas nos episódios. Todos os personagens retratados pelos atores na série foram membros reais da Easy Company; alguns deles aparecem antes do começo dos episódios, em pequenas entrevistas/depoimentos. Suas identidades, entretanto, só são reveladas no final do último episódio da série.
Uma minissérie de 10 episódios dos mesmos produtores de Band of Brothers (Steven Spielberg, Tom Hanks e Gary Goetzman) chamada The Pacific foi exibida em 2010 pela HBO. A série apresentou o mesmo formato televisivo de Band of Brothers e foi baseada no livro de mesmo nome lançado em 2009, pelo historiador Hugh Ambrose, filho de Stephen E. Ambrose autor de Band of Brothers que também inspirou a criação da minissérie com o mesmo nome do livro. A minissérie The Pacific conta as memórias de dois fuzileiros navais dos Estados Unidos, Robert Leckie, Eugene Sledge, além dos relatos sobre John Basilone, os três fuzileiros lutaram na Guerra do Pacífico durante a Segunda Guerra Mundial.
Uma terceira minissérie de 9 episódios está sendo produzida pelos mesmos produtores de Band of Brothers e The Pacific (Steven Spielberg, Tom Hanks e Gary Goetzman), com a previsão de lançamento para 26 de janeiro de 2024, a minissérie se chama Masters of the Air e será exibida pela Apple TV+. Masters of the Air contará a história do 100º Grupo de Bombardeio da 8ª Força Aérea dos Estados Unidos, durante a Segunda Guerra Mundial e também é baseada no livro de mesmo nome, lançado em 2006 pelo historiador Donald L. Miller.

## Prêmios
A série foi indicada para 19 Prêmios Emmy dos quais ganhou 6, incluindo o de "Melhor Minissérie", "Melhor Elenco para uma minissérie, filme ou especial" e "Melhor Direção para minissérie, filme ou especial Dramático". Também ganhou um Globo de Ouro por "Melhor minissérie ou filme feito para a TV", um prêmio do American Film Institute, e foi selecionado para um prêmio Peabody por "...permitir a ambos, história e memória, criar um novo tributo àqueles que lutaram pela preservação da liberdade". Também ganhou um Writers Guild Award em 2003 pelo sexto episódio, Bastogne.

## Episódios
Esta é uma breve sinopse sobre os 10 capítulos da série.
| Nº | Título                                    | Diretor             | Data de lançamento     |
| --- | ----------------------------------------- | ------------------- | ---------------------- |
| 1 | "Currahee"                                | Phil Alden Robinson | 9 de Setembro de 2001  |
| Este episódio acompanha o percurso da Companhia Easy durante os treinos de pára-quedismo na base de Camp Toccoa, na Geórgia. São apresentadas os personagens principais, em particular o Tenente Richard Winters e o Tenente Lewis Nixon. O episódio dá especial destaque às reações da companhia ao Capitão Herbert Sobel, o rígido, original e egocêntrico comandante da Companhia Easy. No entanto, a liderança de Sobel durante os exercícios deixa os homens inquietos quanto a seguirem-no em batalha. Toda esta tensão acaba por culminar numa acusação de Sobel a Dick Winters sobre um suposto não-cumprimento de ordens. Essa situação acaba por ser levada ao conselho de guerra. Não aceitando a situação, os oficiais não-comissionados, num ato de motim, informam que não desejam servir na Companhia Easy. Como resultado, o Coronel Sink retira Sobel como comandante da Companhia e substitui-o pelo Tenente Thomas Meehan. No final do episódio, a companhia embarca para a Inglaterra e prepara o seu lançamento sobre a Normandia como parte da Operação Overlord. |                                           |                     |                        |
| 2 | "Dia dos Dias (Day of Days)"              | Richard Loncraine   | 9 de Setembro de 2001  |
| Na madrugada do Dia D, a Companhia Easy participa da invasão da Normandia. É retratado o Assalto a Brecourt Manour. Este episódio é mostrado sob a perspectiva do Primeiro-Tenente Richard Winters em sua tentativa de chegar ao ponto de encontro depois de ser largado a vários quilômetros de distância devido ao fogo antiaéreo inimigo, bem como sua liderança no assalto à uma posição fortificada alemã. |                                           |                     |                        |
| 3 | "Carentan"                                | Mikael Salomon      | 16 de Setembro de 2001 |
| Seis dias após o Dia D, a Companhia Easy luta pela cidade francesa de Carentan e repele o iminente contra-ataque alemão com ajuda das Companias Dog, Fox e do 502º Regimento na Batalha de Bloody Gulch. Este episódio é mostrado sob a perspectiva do Soldado Albert Blithe, que luta contra seu medo no campo de batalha, contra o medo de matar e contra o medo de decepcionar seus companheiros. |                                           |                     |                        |
| 4 | "Substitutos (Replacements)"              | David Nutter        | 23 de Setembro de 2001 |
| De volta a Inglaterra, a Companhia Easy recebe novos substitutos; Winters e um novo Tenente lideram a Companhia enquanto esta é lançada sobre os céus dos Países Baixos durante a Operação Market Garden. Este episódio é mostrado sob as perspectivas dos novos soldados substitutos enquanto eles são recebidos pelos cidadãos de Eindhoven, e do Sargento "Bull" Randleman, que acaba por desaparecer em ação durante os combates em Nuenen, Holanda, sendo obrigado a se esconder em um celeiro rodeado por tropas alemãs antes de regressar na manhã seguinte à Companhia Easy. |                                           |                     |                        |
| 5 | "Encruzilhada (Crossroads)"               | Tom Hanks           | 30 de Setembro de 2001 |
| Ainda nos Países Baixos, após o fracasso da Operação Market Garden, agora contado em flashback sob a perspectiva do agora Capitão e Oficial Executivo do Batalhão, Richard Winters, a Companhia Easy ataca uma posição alemã em uma encruzilhada sob a liderança de Winters, acabando por ser uma operação quase perfeita. A Companhia Easy agora também é liderada pelo Tenente Heyliger (que é baleado acidentalmente) e depois pelo Tenente Dike. A Companhia então marcha para Bélgica para conter a ofensiva alemã nas Ardenas. |                                           |                     |                        |
| 6 | "Bastogne"                                | David Leland        | 7 de Outubro de 2001   |
| A Companhia Easy está entrincheirada resistindo ao cerco alemão a cidade de Bastogne durante a Batalha das Ardenas. Este episódio é mostrado sob a perspectiva de um dos dois médicos da companhia, Eugene "Doc" Roe e seus esforços de salvar os feridos em ação em meio a batalha e a temperaturas extremamente baixas. |                                           |                     |                        |
| 7 | "O Ponto de Ruptura (The Breaking Point)" | David Frankel       | 14 de Outubro de 2001  |
| Este episódio ilustra o stress sentido pelos homens durante a luta na área de Foy, onde são diariamente bombardeados em suas trincheiras pelas forças alemãs. Esse episódio é mostrado sob a perspectiva do Primeiro Sargento Carwood Lipton. |                                           |                     |                        |
| 8 | "A Última Patrulha (The Last Patrol)"     | Tony To             | 21 de Outubro de 2001  |
| Ao final da ofensiva alemã nas Ardenas, a Companhia Easy avança para a cidade de Haguenau, onde se envolve em combates contras as últimas patrulhas alemãs na área. Este episódio é mostrado sob a perspectiva de David Webster e um novo Tenente (desempenhado por Colin Hanks, filho do produtor executivo Tom Hanks). Winters é promovido a Major e Lipton a Segundo Tenente. |                                           |                     |                        |
| 9 | "Por Isso Nós Lutamos (Why We Fight)"     | David Frankel       | 28 de Outubro de 2001  |
| Com a Invasão dos Aliados Ocidentais da Alemanha, a Companhia Easy avança sobre o território alemão e descobre um campo de concentração nazista perto de Landsberg. O Capitão Lewis Nixon anuncia o suicídio de Hitler. |                                           |                     |                        |
| 10 | "Pontos (Points)"                         | Mikael Salomon      | 4 de Novembro de 2001  |
| A Companhia Easy captura o Ninho da Águia de Adolf Hitler, e com a rendição da Alemanha, observa a possibilidade de ser transferida para o Teatro de Operações do Pacífico. Com o lançamento de duas bombas atômicas dos Estados Unidos contra o Japão e sua consequente rendição, a guerra termina e os homens da Companhia Easy regressam para casa. |                                           |                     |                        |

## Imprecisões históricas
Ambos, o livro de Ambrose e a série resultante, são marcados por numerosos pequenos e grandes erros, muitos notados pelos veteranos da 101ª nos sites da web, como em "Trigger Time", quando apresenta críticas, junto a testemunhos, de episódio por episódio. Alguns dos erros da série de televisão:
- O final do terceiro episódio atesta que Albert Blithe nunca se recuperou dos traumas que sofreu na Normandia, e que faleceu em 1948. Na verdade, Albert Blithe cumpriu seu dever, foi condecorado com a Medalha de Prata por bravura em combate, serviu na Guerra da Coreia e retirou-se do serviço militar no posto de Primeiro-Sargento. Casou-se e teve dois filhos. Ele faleceu em 1967 por complicações de uma cirurgia para úlcera depois de uma cerimônia à memória de Bastogne e foi enterrado no Cemitério Nacional de Arlington com todas as honras militares[5].
- De acordo com o livro Parachute Infantry: An American Paratrooper's Memoir of D-Day and the Fall of the Third Reich[6], Richard Winters foi promovido a Major antes de David Webster retornar à Easy Company vindo do Hospital após ser atingido nos Países Baixos. Em todo caso, no oitavo episódio, A Última Patrulha (The Last Patrol), Winters continua como Capitão até receber sua promoção no final do episódio.
- No começo do nono episódio, Porquê nós Lutamos (Why We Fight), a data informada no começo do episódio é 11 de Abril de 1945 quando os pára-quedistas observam os cidadãos alemães limpar suas ruas dos destroços da guerra. No final do episódio, voltamos a essa cena até o ponto em que o Capitão Nixon informa aos demais que Hitler suicidou-se. Entretanto, Hitler só veio a se suicidar em 30 de Abril de 1945.
- Também no nono episódio, a data marca mais um erro. A história começa "um mês antes". Entre 11 de Março de 1945 e 11 de Abril de 1945 Nixon informa: "O Presidente está morto". O presidente dos Estados Unidos Franklin D. Roosevelt morreria somente no dia 12 de Abril de 1945.[7]
- No final do último episódio, Pontos (Points), é informado que o técnico graduado Joseph Liebgott tornou-se um motorista de táxi em São Francisco após a guerra, mas muitos dizem, inclusive seu próprio filho, que Joseph Liebgott, de fato, tornou-se barbeiro após retornar para casa, vindo da guerra.[8]
- A série atesta, também, que a Companhia Easy foi a primeira unidade em Berchtesgaden e no Ninho da Águia, capturando a cidade e cercando a área sem incidentes. Historiadores costumam identificar a 1ª tropa de aliados como a 3ª Divisão da Infantaria Americana, que tomou Berchtesgaden e Berghof, seguida 4 dias depois pela 2ª Divisão Armada Francesa, que capturou o Ninho da Águia e, só então, o 1º batalhão da 506ª, liderado pela Companhia C. Isto, entretanto, pode estar incorreto. O 2º Batalhão do 506ª entrou em Berchtesgaden por uma rota diferente e perdeu homens em um incidente com alguns alemães armados de dois canhões de 88mm de artilharia antiaérea e antitanque. Controvérias começaram a surgir há alguns anos, para precisar qual unidade capturou Berchtesgaden, mas no livro Beyond Band of Brothers, o Major Richard Winters atesta que:

"O Major John W. 'Iron Mike' O'Daniel, da 3ª Divisão da Infantaria certamente tomou a vizinha Salzburgo sem qualquer oposição e talvez tenha sido ele a liderar os soldados na entrada de Berchtesgaden antes de nós (2º Batalhão da 506ª) chegarmos à força, mas vamos deixar os fatos falarem por si. Se a 3ª Divisão foi a primeira em Berchtesgaden, para onde foram afinal? Berchtesgaden é uma comunidade relativamente pequena. Quando eu andei até o centro de Berchtesgaden com o Tenente Welsh, nenhum de nós viu alguém exceto os empregados do hotel. A estufa de vinhos e o clube dos oficiais de Goering certamente teriam chamado a atenção de algum dos franceses da 2ª Divisão Armada de LeClerc ou um atirador da 3ª Divisão. Acho inconcebível imaginar que sendo a primeira a chegar, a 3ª Divisão teria deixado as maravilhosas Mercedes dos graduados intocáveis para meus homens."
- No episódio final, Pontos (Points), o Major Winters aceita a rendição de um coronel alemão, que lhe ofereceu uma Pistola Luger. Na série, Winters diz a ele para ficar com a pistola, mas no DVD Bônus da série, o verdadeiro Winters relembra do incidente e mostra a pistola (uma WalterPP) que ele aceitou. No livro de Ambrose, ele descreve que quando Winters examinou a arma de fogo, atentou ao fato de que nunca havia sido usada, e permaneceu assim desde então. Também no livro Beyond Band of Brothers, o Major afirma que aceitou a pistola, mas que a patente do militar alemão era a de Major, não de Coronel.

## Elenco
Aqui segue a lista dos atores e seus respectivos personagens na série:
- Damian Lewis como Major Richard Winters (1918- 2011)
- Ron Livingston como Capitão Lewis Nixon (1918-1995)
- Matthew Settle como Capitão Ronald Speirs (1920-2008)
- David Schwimmer como Capitão Herbert Sobel (1912-1987)
- Rick Warden como 1° Tenente Harry Welsh (1918-1995)
- Neal McDonough como 1° Tenente Lynn "Buck" Compton (1921-2012)
- Donnie Wahlberg como 2º Tenente C. Carwood Lipton (1920-2001)
- Ross McCall como Cabo Joseph Liebgott, (1915–1992)
- Frank John Hughes como 2º Sargento William "Wild Bill" Guarnere (1923- 2014)
- Scott Grimes como SFC. Donald Malarkey (1921-2017)
- Rick Gomez como 3º Sargento George Luz (1921–1998)
- Simon Pegg como 1° Sargento William Evans (morto em 1944)
- Eion Bailey como soldado de 1ª Classe David Kenyon Webster (1922-1961)
- James Madio como 3º Sargento Frank Perconte (1917-2013)
- Kirk Acevedo como 2º Sargento Joseph Toye (1919–1995)
- Michael Cudlitz como Sargento Denver "Bull" Randleman, (1920–2003)
- Richard Speight Jr. como Sargento Warren "Skip" Muck (1922-1945)
- Dexter Fletcher como 2º Sargento John Martin, (1922-2005)
- Shane Taylor como Cabo Eugene "Doc" Roe, enfermeiro (1921–1998)
- Peter McCabe como Cabo Donald Hoobler (1923–1945)
- Rob Lag como cabo Edward "Babe" Heffron (1923-2013)
- Matthew Leitch como Primeiro Sargento Floyd "Tab" Talbert (1923–1982)
- Ben Caplan como Walter "Smokey" Gordon (1920–1997)
- Stephen Graham como cabo Myron "Mike" Ranney (após a guerra continuou no exército, tendo servido nas forças especiais até reformar-se. Faleceu de câncer em 1988)
- Marc Warren como cabo Albert Blithe (1923–1967)
- Peter Youngblood Hills como 2º Sargento Darrel "Shifty" Powers (1923-2009)
- Mark Huberman como cabo Lester "Leo" Hashey (1925–2002)
- Dale Dye como Coronel Robert F. Sink (1905-1965)
- Nicholas Aaron como cabo Robert "Popeye" Wynn (1921–2000)
- Tim Matthews como Soldado de 1ª Classe Alex Penkala (1924–1945)
- Michael Fassbender como Sargento Burton P. "Pat" Christenson (1922–1999)
- Doug Allen como cabo Alton Moore (1920–1958)
- Nolan Hemmgs como Sargento Charles E. "Chuck" Grant (1915–1985)
- Matt Hickey como cabo Patrick O'Keefe (1926–2003)
- James McAvoy como cabo James Miller (morreu em 1944, na Holanda)
- George Calil como James H. "Mo" Alley, Jr. (1920-2008)
- Tom Hardy como cabo John A. Janovec (morreu em 1945, na Alemanha, em um acidente automobilístico, quando a guerra na Europa já havia acabado)
- Kieran O'Brien como cabo Allen Vest (1925–2001)
- Douglas Spain como Antonio C. Garcia (1925–2005)
- Rene L. Moreno como Joseph Ramirez
- Jamie Bamber como 2º Tenente Jack E. Foley (1922-2009)
- Philip Barranti como cabo Wayne A. "Skiny" Sisk (1922–1999)
- Craig Heaney como cabo Roy Cobb (1914-1990)
- Rocky Marshall como cabo Earl "One Lung" McClung (1923)
- Jason O'Mara como 1° Tenente Thomas Meehan III (1921-1944)
- Peter O'Meara como 1° Tenente Norman Dike (1918-1985)
- Colin Hanks como 2º Tenente Henry Jones (morto em 1947)
- Andrew Scott como John Hall (Operador de rádio e jogador do time de basquete do 506, Companhia A - morto em Brecourt)
- Simon Schatzberger como Joseph A. "Joe" Lesniewski (1920-2012)
- Stephen McCole como Frederick "Moose" Heyliger (1916-2001)

## Recepção da crítica
Band of Brothers teve aclamação por parte da crítica especializada. Com base de 28 avaliações profissionais, alcançou uma pontuação de 86% no Metacritic. Por votos dos usuários do site, atinge uma nota de 9.3, usada para avaliar a recepção do público.